# Независне новине
Независне новине (или само Независне) дневни су лист који излази у Бањој Луци, а дистрибуира се на тржиште у цијелој Босни и Херцеговини и дијеловима региона.
Дио су бањалучке медијске компаније „Дневне независне новине”. У оквиру компаније постоје: Независне новине, Нес Радио, Радио Нес Кастра и интернет портал.

## Историјат
Компанија је основана 1995. године уз помоћ Стејт департмента посредством агенције USAID. Оснивач је Жељко Копања, а први директор је био Горан Додик, брат Милорада Додика.
За главну и одговорну уредницу Независних почетком 2014. године именована је Гордана Милинковић. Она је на тој позицији замијенила Борјану Радмановић Петровић, ћерку члана Предсједништва БиХ Небојше Радмановића, која је постављена за главну и одговорну уредницу Гласа Српске.
Сједиште компаније се налази у улици Браће Пиштаљића, насеље Лазарево у Бањој Луци.

### Избор личности године
Ово је традиционална манифестација у организацији Независних новина. Покренута је 2003. године. На овој манифестацији читаоци независних новина бирају: најбољег министра у Влади Републике Српске, најбољег министра у Влади Федерације БиХ те привредника и новинара који су обиљежили годину на измаку. Као кулминација избора, проглашава се „Личност године”, која је својим радом и дјелима обиљежила годину.
Манифестација се одржава поткрај мјесеца децембра, у бањалучком хотелу Босна, а медијски покровитељ је Радио-телевизија Републике Српске. Гости манифестације до сада су били истакнути политички лидери БиХ и региона, друге јавне личности из земље и региона, велики број акредитованих амбасадора у БиХ, водећи људи међународних институција у БиХ и други. До сада су за „Личност године” између осталих проглашавани: Мирослав Лајчак, Тања Фајон, Рафи Грегоријан, Милорад Додик, Иво Јосиповић, Новак Ђоковић, Сулејман Тихић, Борис Тадић и многи други.

### Избор најбољег спортисте БиХ
Независне новине су уз БХРТ суорганизатор манифестације — Избор најбољег спортисте БиХ. Ово је најрелевантнија манифестација овакве врсте у Босни и Херцеговини. Одржава се од 2001. године. Термин одржавања је по правилу средина децембра, у сарајевском хотелу Холидеј. Медијски покровитељи су: БХРТ, РТРС и ФТВ. Партнер манифестације је Олимпијски комитет Босне и Херцеговине.

## Атентат на Жељка Копању
Жељко Копања рођен је 1954. у Котор Вароши, завршио Економски факултет а новинарску каријеру започео је у Гласу Српске. За вријеме Рата у Босни и Херцеговини радио је и као новинар београдског недјељника Телеграф, гдје је објављивао текстове о криминалним радњама тадашње власти РС. Након рата у Бањој Луци оснива дневни лист Независне новине који критички пише о владавини Српске демократске странке (СДС) у Републици Српској али и о режиму бившег југословенског предсједника Слободана Милошевића. Током 1999. године Независне новине пишу и о ратним злочинима које су српске паравојне снаге починиле у Рату у БиХ, након чега су на Копањину адресу почела да стижу пријетећа писма. Неколико мјесеци касније пријетње су реализоване када је под Копањин аутомобил подметнута експлозивна направа. Љекари су се борили за његов живот, био је клинички мртав а на крају је преживио али су му ампутиране обје ноге. Починиоци атентата до данас нису откривени.
Добитник је између осталог, награда: Комисије за заштиту новинара из Њујорка, Удружења писаца из Норвешке, Српске ријечи из Београда и Удружења новинара из Италије.